# Ministère (religion)
Pour les articles homonymes, voir Ministère.
Les ministères sont les fonctions nécessaires à l'organisation des différentes institutions religieuses. L'adjectif « ecclésiastique » est propre aux confessions chrétiennes.

## Judaïsme
- Rabbin
- Hazzan (ou chantre)

## Christianisme

### Catholicisme
- Diaconat
- Prêtrise
- Cure
- Épiscopat et archiépiscopat
- Patriarcat
- Cardinalat
- Pontificat

### Protestantisme
- Pasteur
- Ancien
- Diacre
- Conducteur de louange
- Évangéliste
- Évêque

## Islam

### Islam chiite
- Talib
- Mollah mujtahid
- Mollah ayatollah

### Islam sunnite
- Ouléma
- imam